# 세 가지 색: 화이트
《세 가지 색: 화이트》(프랑스어: Trois couleurs : Blanc, 영어: Three Colours: White, 폴란드어: Trzy kolory. Biały)은 1994년 개봉한 프랑스, 폴란드의 코미디 드라마 영화이다. 크쥐시토프 키에슬로프스키 감독의 《세 가지 색》 삼부작 중 두 번째 작품이다. 

## 소개
프랑스 영화 삼색 시리즈 중 두 번째 작품으로 프랑스의 국기의 하양에서 본따왔으며 부제는 평등이다.

## 출연

### 주연
- 즈비그니브 자마코브스키
- 줄리 델피

### 조연
- 자누스 가조스
- 예르지 스투
- 알렉산더 바르디니
- 그레고르 와르콜

## 기타
- 미술: 막달레나 디폰트
- 미술: 핼리너 도브로우올스카

## 한국어 더빙 성우진(KBS)
- 오세홍 - 카롤 (즈비그니브 자마코브스키)
- 정미숙 - 도미니크 (줄리 델피)
- 남궁윤
- 문지현
- 장승길

## 같이 보기
- 세 가지 색: 블루
- 세 가지 색: 레드